# Horacio Gramajo
Horacio Antonio Gramajo Atucha (ur. 10 maja 1900 w Buenos Aires, zm. 8 kwietnia 1943 tamże) – argentyński bobsleista.
W 1928 wystartował na igrzyskach olimpijskich, na których wystąpił w piątkach mężczyzn. Załoga z nim w składzie zajęła 5. miejsce z czasem 3:22,9 s.
Jego starszym bratem był Arturo Gramajo, który również brał udział w zimowych igrzyskach w 1928 jako bobsleista.